# Prosartes

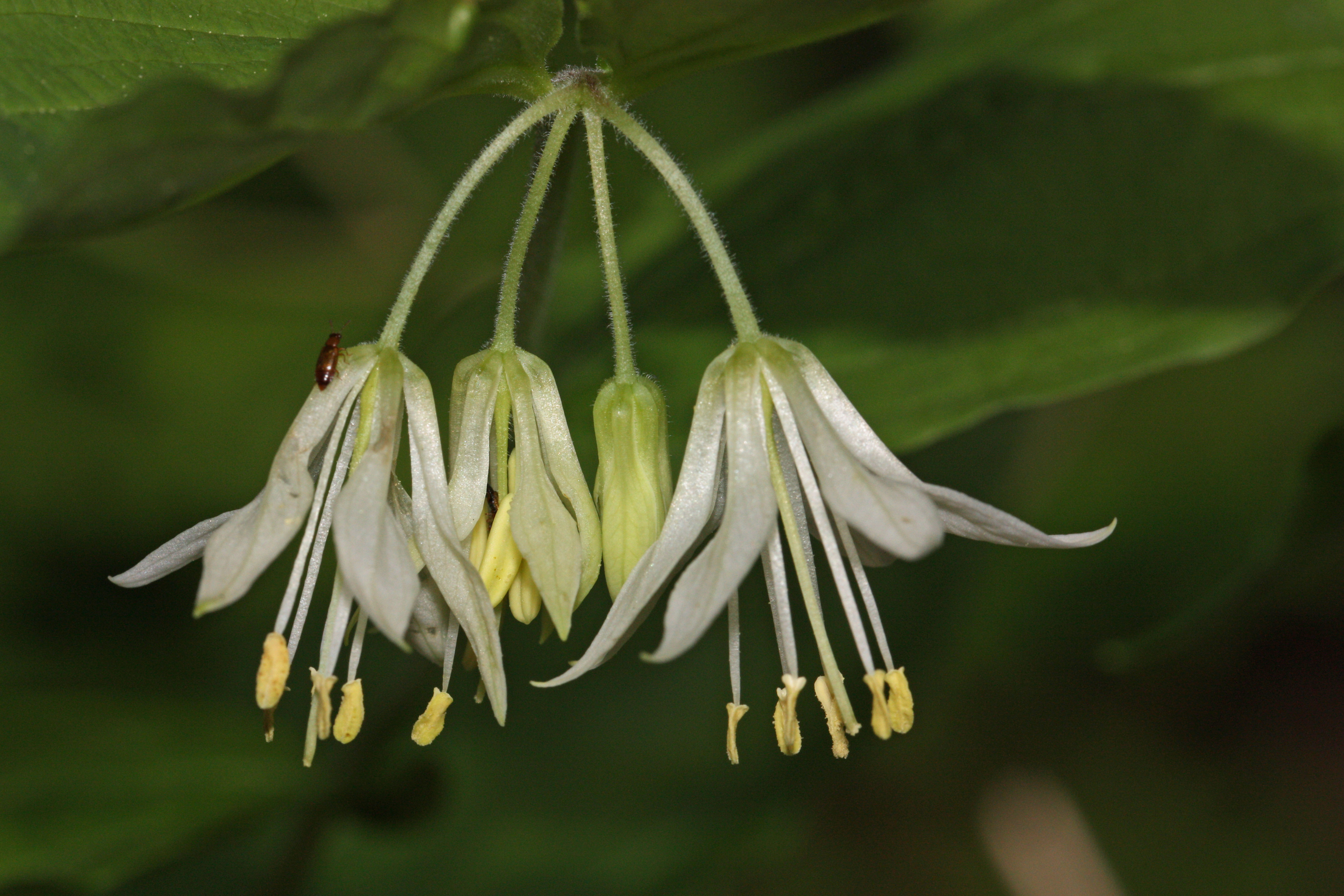
Kwiaty Prosartes hookeri

Prosartes D.Don – rodzaj wieloletnich, ziemnopączkowych roślin zielnych z rodziny liliowatych, obejmujący 6 gatunków występujących w Kanadzie i Stanach Zjednoczonych.
Nazwa naukowa rodzaju pochodzi od greckiego słowa προσαρτο (prosarto – dodatek, dodać), odnosząc się do obwisłych zalążni u roślin z gatunku typowego.

## Morfologia
Pęd podziemnySmukłe, sękate, omszone kłącze.
ŁodygaRozgałęziająca się dystalnie, proksymalnie z 2–5 podsadkami, tworzącymi pochwy.
LiścieLiście siedzące lub niemal siedzące, o blaszce jajowatej do odwrotnielancetowatej.
KwiatyKwiaty zebrane od 1 do 7 w wiązkę, szypułkowe, zwisłe, wyrastające wierzchołkowo. Okwiat pojedynczy o listkach lekko zgrubiałych proksymalnie. Pręciki u nasady zrośnięte z listkami okwiatu. Nitki pręcików nitkowate, niekiedy poszerzone u nasady. Główki pręcików równowąsko-podługowate. Zalążnia górna, siedząca, trzykomororowa, wąsko eliptyczna do odwrotnie jajowatej. W każdej zalążni powstaje od 2 do 6 zalążków. Szyjka słupka nitkowata. Szypułki smukłe.
OwoceSłomkowe do czerwonych jagody. Nasiona jasnożółte do pomarańczowo-brązowych, elipsoidalne do podługowatych, gładkie.
GenetykaLiczba chromosomów 2n = 12, 16, 18, 22.

## Systematyka
Pozycja rodzaju według Angiosperm Phylogeny Website (aktualizowany system APG IV z 2016)
Rodzaj zaliczany do podrodziny Streptopoideae w rodzinie liliowatych Liliaceae, należącej do kladu liliowców w obrębie jednoliściennych.
Pozycja rodzaju według systemu Takhtajana (1997)
Rodzaj zaliczany do plemienia Streptopeae w rodzinie jagodowcowatych (Uvulariaceae) w rzędzie zimowitowców.
Gatunki
- Prosartes hookeri Torr.
- Prosartes lanuginosa (Michx.) D.Don
- Prosartes maculata (Buckley) A.Gray
- Prosartes parvifolia S.Watson
- Prosartes smithii (Hook.) Utech
- Prosartes trachycarpa S.Watson